# Гексаметилбензол
Гексаметилбензол, также известный как меллитен, представляет собой углеводород с молекулярной формулой C12H18 и конденсированной структурной формулой C6(CH3)6. Это ароматическое соединение и производное бензола, где шесть атомов водорода бензола заменены метильной группой. В 1929 году Кэтлин Лонсдейл сообщила о кристаллической структуре гексаметилбензола, продемонстрировав, что центральное кольцо является гексагональным и плоским, и тем самым закончила продолжающиеся дебаты о физических параметрах бензольной системы. Это был исторически значимый результат, как для области рентгеновской кристаллографии, так и для понимания ароматичности.
Соединение может быть получено путём взаимодействия фенола с метанолом при повышенных температурах над подходящим твёрдым катализатором, таким как оксид алюминия. Механизм процесса был тщательно изучен, и было выявлено несколько промежуточных продуктов. Алкиновая тримеризация диметилацетилена также даёт гексаметилбензол в присутствии подходящего катализатора. Гексаметилбензол может быть окислен до меллитовой кислотой, которая встречается в природе в виде соли алюминия в редком минеральном меллите. Гексаметилбензол может быть использован в качестве лиганда в металлоорганических соединениях. Пример из химии органоорганических соединений показывает структурные изменения в лиганде, связанные с изменениями в степени окисления металлического центра, хотя такое же изменение не наблюдается в аналогичной железоорганической системе.
В 2016 году кристаллическая структура препарата гексаметилбензола была опубликована в  Angewandte Chemie International Edition, где показана пирамидальная структура, в которой один атом углерода взаимодействует с шестью другими атомами углерода. Эта структура была «беспрецедентной», так как обычная максимальная валентность углерода равна четырём, и она привлекла внимание New Scientist, Chemical & Engineering News и Science News. Структура не нарушает правило октета, поскольку образующиеся углерод-углеродные связи не являются двухэлектронными связями и педагогически ценны для иллюстрации того, что атом углерода «может [непосредственно связываться] с более чем четырьмя атомами». Стивен Бахрах продемонстрировал, что соединение гиперкоординировано, но не гипервалентно, а также объяснил его ароматичность. Идея описания связи у таких видов через призму металлоорганической химии была предложена в 1975 году, вскоре после C6(CH3)2+6 впервые наблюдалось.

## Номенклатура и свойства
Согласно Синей книге, это химическое вещество может быть систематически названо как 1,2,3,4,5,6-гексаметилбензол. [Цитата необходима] Локанты (числа перед названием) являются лишними, однако, как название Гексаметилбензол однозначно идентифицирует одно вещество и, таким образом, является официальным названием IUPAC для соединения. Это ароматическое соединение с шестью π-электронами (удовлетворяющими правилу Хюккеля), делокализованными над циклической планарной системой; каждый из шести атомов углерода кольца гибридизуется с sp2 и имеет тригональную плоскостную геометрию, тогда как каждый метилуглерод является тетраэдрическим с sp3 гибридизацией, что согласуется с эмпирическим описанием его структуры. При перекристаллизации из этанола твёрдый гексаметилбензол образуется в виде бесцветных или белых кристаллических орторомбических призм или игл с температурой плавления 165–166 °C, температурой кипения 268 °C и плотностью 1,0630 г см-3. Сообщалось, что орторомбические оранжево-жёлтые кристаллы смеси пикрилхлорида и гексаметилбензола в соотношении 1: 1 содержат чередующиеся стопки каждого компонента, вероятно, из-за π-укладки ароматических систем. Он нерастворим в воде, но растворим в органических растворителях, включая бензол и этанол.
Гексаметилбензол иногда называют меллитеном, название происходит от меллита, редкого минерала медового цвета; μέλι meli (GEN μέλιτος melitos) - греческое слово «мёд». Меллит состоит из гидратированной алюминиевой соли бензолгексакарбоновой кислоты (меллитовой кислоты), с формулой Al2[С6(СО2)6] • 16H2O. Сама меллитовая кислота может быть получена из минерала, а последующее восстановление даёт меллитен. И наоборот, меллитен может быть окислен с образованием меллитовой кислоты:
Обработка гексаметилбензола суперэлектрофильной смесью метилхлорида и трихлорида алюминия даёт гептаметилбензольный катион, один из первых карбокатионов, который будет наблюдаться непосредственно.
Структура
В 1927 году Кэтлин Лонсдейл определила твёрдую структуру гексаметилбензола из кристаллов, предоставленных Кристофером Кельком Ингольдом. Её рентгеноструктурный анализ был опубликован в журнале Nature и впоследствии был описан как «замечательный ... для этой ранней даты». Лонсдейл описала работу в своей книге «Кристаллы и рентгеновские лучи», объяснив, что она признала, что, хотя элементарная ячейка была триклинной, дифракционная картина имела псевдогексагональную симметрию, что позволяло структурным возможностям быть достаточно ограниченным для метода проб и ошибок. подход к производству модели. Эта работа окончательно показала, что гексаметилбензол плоский и что расстояния между атомами углерода в кольце одинаковы, что является важным доказательством в понимании природы ароматичности.

## Получение
В 1880 году Джозеф Ахилле Ле Бел и Уильям Х. Грин сообщили о том, что было описано как «экстраординарный» катализируемый хлоридом цинка синтез в одном сосуде гексаметилбензола из метанола. При температуре плавления катализатора (283 ° С) реакция имеет свободную энергию Гиббса (ΔG) -1090 кДж / моль и может быть идеализирована как:
{\displaystyle {\ce {15CH_3 OH -> C_6 (CH_3)_6 + 3CH_4 + 15H_2 O}}}
Ле Бел и Грин рационализировали процесс как включающий ароматизацию путём конденсации метиленовых звеньев, образованных дегидратацией молекул метанола, с последующим полным метилированием Фриделя-Крафтса полученного бензольного кольца с образованием хлорметана in situ. Основными продуктами были смеси насыщенных углеводородов с гексаметилбензолом в качестве второстепенного продукта. Гексаметилбензол также образуется в качестве второстепенного продукта в реакции алкилирования дурена Фриделя-Крафтса из п-ксилола и может быть получен путём алкилирования с хорошим выходом из дурена или пентаметилбензола.
Гексаметилбензол обычно получают в газовой фазе при повышенных температурах над твёрдыми катализаторами. Ранний подход к получению гексаметилбензола заключался в реакции смеси паров ацетона и метанола на оксид алюминия с катализатором при 400 ° С. Объединение фенолов с метанолом над оксидом алюминия в сухой атмосфере углекислого газа при температуре 410–440 °C также приводит к образованию гексаметилбензола, хотя и является частью сложной смеси анизола (метоксибензола), крезолов (метилфенолов) и других метилированных фенолов. Препарат органического синтеза с использованием метанола и фенола с оксидом алюминия при 530 ° С даёт выход приблизительно 66%, хотя также сообщается о синтезе в других условиях.
Механизмы таких поверхностно-опосредованных реакций были исследованы с целью достижения большего контроля над результатом реакции, особенно в поисках селективного и контролируемого орто-метилирования. Как анизол, так и пентаметилбензол были описаны в качестве промежуточных продуктов в этом процессе. Валентин Коптюг и его коллеги обнаружили, что оба изомера гексаметилциклогексадиенона (2,3,4,4,5,6- и 2,3,4,5,6,6-) являются промежуточными соединениями в процессе, подвергаясь миграции метила с образованием 1,2,3,4,5,6-гексаметилбензольный углеродный скелет.
Тримеризация трёх молекул 2-бутина (диметилацетилена) даёт гексаметилбензол. Реакция катализируется три-тригидрофуранатом трифенилхрома или комплексом триизобутилалюминия и тетрахлорида титана.